# بن باريس
بن باريس أو بنجامين جيسون باريس (بالإنجليزية: Ben Parris)‏ (1961، بروكلين في الولايات المتحدة)؛ روائي أمريكي.
يعتبر باريس مؤلفاً ومعلماً ومخططاً للمتاحف معروف بأنه مبتكر رواية (بالإنجليزية: Wade of Aquitaine)‏. بصفته مدرسًا ومستشارًا تكنولوجيًا، فقد فاز بجوائز وطنية. في عددها الصادر بتاريخ 19 أغسطس 2005، صنفت مجلة (بالإنجليزية: Long Island Business News)‏ بن باريس ضمن قائمة العشرة الأوائل في قائمة (بالإنجليزية: Who’s Who in Technology)‏.